# Ulukışla (district)
Ulukışla is een Turks district in de provincie Niğde en telt 21.754 inwoners (2007). Het district heeft een oppervlakte van 1512,7 km². Hoofdplaats is Ulukışla.

## Archeologische opgravingen
Nabij Porsuk bevindt zich de Zeyve Höyük, een archeologisch gebied, waarin zowel Romeinse (1e eeuw v.Ch) als Hettitische (16e - 12e eeuw v.Ch) overblijfselen en vondsten zijn opgegraven.
De bevolkingsontwikkeling van het district is weergegeven in onderstaande tabel.
| 1997   | 2000   | 2007   |
| ------ | ------ | ------ |
| 30.782 | 32.928 | 21.754 |